# Dystrykt gminny
Dystrykt gminny (ang. district municipality) – jednostka podziału administracyjnego, będąca rodzajem gminy, występującym w kilku regionach, między innymi w Kolumbii Brytyjskiej (Kanada) i na Litwie (lit. savivaldybė).

## Kolumbia Brytyjska
Według miejscowego prawa, gminy określane są jako "dystrykty gminne" wówczas, gdy powierzchnia przyłączanej (lub tworzonej) gminy jest większa niż 800 hektarów (8 km²) i ma średnią gęstość zaludnienia nie większą niż 5 osób na hektar (500 osób na km²). Gminy mogą być przyłączane według innej klasyfikacji według zalecenia Gubernator porucznik prowincji Kanady (Lieutenant Governor) w Radzie, tak samo jak w przypadku Dystryktu Północne Vancouver.

## Ontario
Obecnie w Ontario istnieje tylko jeden Dystrykt Gminny, Dystrykt Muskoka. Był on pierwotnie dystryktem, ale w wyniku silnej urbanizacji i rozwoju, częściowo dzięki turystyce. W rezultacie "podniesiono" jego status do Dystryktu (podobnie jak sąsiedniego Dystryktu Parry Sound), by uzyskać rangę podobną do Regionalnej Gminy, tak jak w przypadku Regionu York.